# غوردون أندرسون
غوردون أندرسون (بالإنجليزية: Gordon Anderson)‏ هو نقابي وسياسي أسترالي، ولد في 29 ديسمبر 1897 في أستراليا، وتوفي في 23 مايو 1958. حزبياً، نشط في حزب العمال الأسترالي. وقد انتخب عضو مجلس النواب الأسترالي عن دائرة Division of Kingsford Smith ‏ (10 ديسمبر 1949 – 4 نوفمبر 1955).